# FK Metallurg Vyksa
FK Metallurg Vyksa (rusky Футбольный клуб «Металлург» Выкса) byl ruský fotbalový klub sídlící ve městě Vyksa v Nižněnovgorodské oblasti. Zanikl v roce 2015.
Své domácí zápasy klub odehrával na stadionu Metallurg s kapacitou 7 000 diváků.

## Umístění v jednotlivých sezonách
Legenda: Z - zápasy, V - výhry, R - remízy, P - porážky, VG - vstřelené góly, OG - obdržené góly, +/- - rozdíl skóre, B - body, červené podbarvení - sestup, zelené podbarvení - postup, světle fialové podbarvení - přesun do jiné soutěže
| Sezóny  | Liga                            | Úroveň | Z                                                          | V                                                          | R                                                          | P                                                          | VG                                                         | OG                                                         | B                                                          | +/-                                                        | Pozice |
| ------- | ------------------------------- | ------ | ---------------------------------------------------------- | ---------------------------------------------------------- | ---------------------------------------------------------- | ---------------------------------------------------------- | ---------------------------------------------------------- | ---------------------------------------------------------- | ---------------------------------------------------------- | ---------------------------------------------------------- | ------ |
| 1994    | Treťja liga - 5 zona            | 4      | 32                                                         | 7                                                          | 9                                                          | 16                                                         | 27                                                         | 47                                                         | -20                                                        | 23                                                         | 14.    |
| 1995    | Treťja liga - 5 zona            | 4      | 28                                                         | 7                                                          | 7                                                          | 14                                                         | 28                                                         | 42                                                         | -14                                                        | 28                                                         | 14.    |
| 1996    | Treťja liga - 5 zona            | 4      | 30                                                         | 12                                                         | 9                                                          | 9                                                          | 36                                                         | 31                                                         | +5                                                         | 45                                                         | 6.     |
| 1997    | Treťja liga - 5 zona            | 4      | 36                                                         | 24                                                         | 7                                                          | 5                                                          | 54                                                         | 20                                                         | +34                                                        | 79                                                         | 1.     |
| 1998    | Tretij divizion – sk. Povolžje  | 4      | ...                                                        | ...                                                        | ...                                                        | ...                                                        | ...                                                        | ...                                                        | ...                                                        | 79                                                         | 1.     |
| 1999    | Vtoroj divizion – sk. Povolžje  | 3      | 34                                                         | 16                                                         | 5                                                          | 13                                                         | 45                                                         | 35                                                         | +10                                                        | 53                                                         | 7.     |
| 2000    | Vtoroj divizion – sk. Povolžje  | 3      | 34                                                         | 21                                                         | 5                                                          | 8                                                          | 50                                                         | 28                                                         | +22                                                        | 68                                                         | 4.     |
| 2001    | Vtoroj divizion – sk. Povolžje  | 3      | 34                                                         | 16                                                         | 11                                                         | 7                                                          | 55                                                         | 34                                                         | +21                                                        | 59                                                         | 6.     |
| 2002    | Vtoroj divizion – sk. Povolžje  | 3      | 30                                                         | 11                                                         | 9                                                          | 10                                                         | 37                                                         | 39                                                         | -2                                                         | 42                                                         | 10.    |
| 2003    | Vtoroj divizion – sk. Centr     | 3      | 36                                                         | 8                                                          | 8                                                          | 20                                                         | 33                                                         | 65                                                         | -32                                                        | 32                                                         | 15.    |
| 2004    | Tretij divizion – sk. Privolžje | 4      | 36                                                         | 11                                                         | 9                                                          | 16                                                         | 39                                                         | 50                                                         | -11                                                        | 42                                                         | 14.    |
| 2005    | Tretij divizion – sk. Privolžje | 4      | 26                                                         | 5                                                          | 5                                                          | 16                                                         | 27                                                         | 51                                                         | -24                                                        | 20                                                         | 13.    |
| 2006    | Tretij divizion – sk. Privolžje | 4      | 24                                                         | 11                                                         | 2                                                          | 11                                                         | 27                                                         | 25                                                         | +2                                                         | 35                                                         | 7.     |
| 2007    | Tretij divizion – sk. Privolžje | 4      | 24                                                         | 15                                                         | 5                                                          | 4                                                          | 45                                                         | 34                                                         | +11                                                        | 50                                                         | 9.     |
| 2008    | Tretij divizion – sk. Privolžje | 4      | 36                                                         | 25                                                         | 5                                                          | 6                                                          | 66                                                         | 32                                                         | +34                                                        | 80                                                         | 4.     |
| 2009    | Tretij divizion – sk. Privolžje | 4      | 32                                                         | 14                                                         | 7                                                          | 11                                                         | 61                                                         | 37                                                         | +24                                                        | 49                                                         | 9.     |
| 2010    | Tretij divizion – sk. Privolžje | 4      | 32                                                         | 19                                                         | 4                                                          | 9                                                          | 59                                                         | 32                                                         | +27                                                        | 61                                                         | 4.     |
| 2011/12 | Tretij divizion – sk. Privolžje | 4      | 36                                                         | 28                                                         | 5                                                          | 3                                                          | 80                                                         | 29                                                         | +51                                                        | 89                                                         | 2.     |
| 2012/13 | PFL – sk. Centr                 | 3      | 30                                                         | 8                                                          | 7                                                          | 15                                                         | 26                                                         | 48                                                         | -22                                                        | 31                                                         | 13.    |
| 2013/14 | PFL – sk. Centr                 | 3      | 30                                                         | 6                                                          | 11                                                         | 13                                                         | 25                                                         | 40                                                         | -15                                                        | 29                                                         | 15.    |
| 2014/15 | PFL – sk. Centr                 | 3      | Klub se odhlásil v průběhu sezóny, výsledky byly anulovány | Klub se odhlásil v průběhu sezóny, výsledky byly anulovány | Klub se odhlásil v průběhu sezóny, výsledky byly anulovány | Klub se odhlásil v průběhu sezóny, výsledky byly anulovány | Klub se odhlásil v průběhu sezóny, výsledky byly anulovány | Klub se odhlásil v průběhu sezóny, výsledky byly anulovány | Klub se odhlásil v průběhu sezóny, výsledky byly anulovány | Klub se odhlásil v průběhu sezóny, výsledky byly anulovány | 16.    |